# Dawand Jones
Dawand Jones (Indianapolis, 6 agosto 2001) è un giocatore di football americano statunitense che milita nel ruolo di offensive tackle per i Cleveland Browns della National Football League (NFL).

## Carriera

### Cleveland Browns
Al college Jones giocò a football a Ohio State, venendo premiato come All-American nell'ultima stagione. Fu scelto nel corso del quarto giro (111º assoluto) del Draft NFL 2023 dai Cleveland Browns. Debuttò come professionista subentrando nella gara della settimana 1 contro i Cincinnati Bengals. Nel turno successivo disputò la prima gara come titolare. La sua prima stagione si chiuse disputando 11 partite, di cui 9 come titolare, venendo inserito nella formazione ideale dei rookie dalla Pro Football Writers of America.

## Palmarès
- PFWA All-Rookie Team - 2023